# Вольное экономическое общество России
Общероссийская общественная организация «Вольное экономическое общество России» (сокращенно — ООО «ВЭО России») — российская общественная организация, объединяющая ученых-экономистов и специалистов в области управления, финансов, образования, банковской и других сфер с целью развития и укрепления экономики России и её регионов, всех отраслей народного хозяйства. В его состав входят 65 региональных и межрегиональных организаций. Главной задачей организации с момента основания является практическое использование достижений науки в интересах общественного развития.
ВЭО России является духовным преемником и продолжателем традиций Императорского Вольного экономического общества.

## История
Императорское Вольное экономическое общество (ИВЭО) существовало в 1765—1919 годах. Это было первое научное общество в России. Оно занималось в основном вопросами естествознания, статистики и развития сельского хозяйства в Российской империи.
Современное общество занимается вопросами экономики и экономической журналистики в России.
Официальные названия:
- 1982 — Научно-экономическое общество (НЭО)
- 1987 — Всесоюзное экономическое общество (ВЭО)
- 1992 — Вольное экономическое общество России (ВЭО России).

### Создание общества
Идею создания общественного союза экономистов предложили академики АН СССР А. Г. Аганбегян и Т. С. Хачатуров, профессор экономического факультета МГУ Г. Х. Попов, экономисты А. Д. Шеремет, О. Козлова, В. Н. Кириченко, В. Н. Черковец. В декабре 1981 года их предложение было поддержано в ЦК КПСС. Оргбюро из 25 человек возглавил Т. С. Хачатуров, признанный авторитет в области капитальных вложений и экономики, главный редактор журнала «Вопросы экономики». По идеологическим соображениям слово «вольное» не могло быть использовано в названии и было принято решение назвать организацию Научно-экономическое общество (НЭО).
Учредительный съезд НЭО состоялся 9 декабря 1982 года в актовом зале МГУ. В нём участвовало около 500 делегатов из Москвы, Ленинграда, Новосибирска, республиканских центров. Научно-экономическое общество стало самым многочисленным профессиональным союзом СССР, объединившим ведущих ученых-экономистов, хозяйственных руководителей, ответственных работников центральных экономических ведомств (Госкомтруд, Госплан, Госснаб, ГКНТ, Министерство финансов и др.). В организацию вошли инициативные, авторитетные люди, пользующиеся большим административным влиянием. Председателем НЭО был избран Т. С. Хачатуров.
Важнейшим направлением деятельности НЭО являлась пропаганда экономических знаний. Ежегодно по линии Научно-экономического общества проводилось до 1500 мероприятий. Первым крупным мероприятием возрожденного Общества стал всесоюзный семинар «Проблемы регионального выравнивания уровня жизни и развития отраслей непроизводственной сферы» (в г. Рига), где практически впервые в СССР была открыто затронута очень болезненная проблема возрастающего неравенства между регионами страны, прежде всего — между союзными республиками. «Это неравенство между республиками уже начинало зреть потенциальной угрозой, которая потом стала проблемой при определении судьбы Советского Союза, — вспоминает Г. Х. Попов. — Конечно, впрямую об этом нельзя было даже говорить, отсюда формулировки докладов „о выравнивании уровня жизни путем развития отраслевой непроизводственной сферы“, но речь шла именно о неравенстве республиканском. Если бы тогда каким-то образом отреагировали и приняли соответствующие меры по выравниванию уровня жизни в Союзе, или позволили бы местным органам (дав им больше власти и финансовой свободы) самим регулировать ситуацию с обеспечением населения промтоварами, социальной инфраструктурой, продуктами питания, тогда мы не получили бы катастрофы 1990-х».
Общество организовало Всесоюзную конференцию «Проблемы научной организации управления экономикой», которую Центральное правление НЭО совместно с комитетом по проблемам управления ВСНТО и отделением экономики АН СССР провело в ноябре 1986 года в Москве, в Колонном зале Дома Союзов. В ней принимали участие свыше тысячи делегатов со всей страны. Секции НЭО подготовили и заранее опубликовали отдельным сборником семь ключевых докладов по заявленной теме: «Теоретические основы перестройки хозяйственного механизма» (Л. И. Абалкин), «Развитие централизованного руководства экономикой» (Н. Я. Петраков и Е. Г. Ясин), «Реализация принципа распределения по труду» (С. С. Шаталин и Г. А. Егиазарян), «Развитие организационных структур управления» (Б. З. Мильнер и В. С. Рапопорт), «Развитие территориального управления» (Л. А. Козлов и А. С. Емельянов), «Развитие системы работы с кадрами управления, совершенствования стиля и методов работы аппарата управления» (Г. Х. Попов и Е. К. Смирницкий), «Демократизация управления экономикой» (Р. А. Белоусов, Н. Н. Гриценко, С. И. Шкурко). Сокращенные варианты статей также были опубликованы в еженедельнике ЦК КПСС «Экономическая газета». Итоги дискуссии продемонстрировали отсутствие единой трактовки перестройки и её целей как в научной среде, так и среди партийно-государственного руководства. Демократизация управления и расширение самостоятельности предприятий воспринималось либо как внедрение в командно-административную систему рыночного саморегулирования как предпосылки децентрализации и демократизации управления, либо как модернизация системы без радикального усиления рыночного начала.
В 1987 году НЭО было преобразовано во Всесоюзное экономическое общество (ВЭО), а его председателем был избран В. С. Павлов. С 1988 года важнейшим направлением в деятельности ВЭО стало выстраивание контактов с зарубежным экономическим сообществом. В Брюсселе, Париже, Мадриде была организована серия семинаров на темы экономической перестройки, инвестирования в СССР и т. д. Для западных участников это была возможность выйти на действующих лиц советской перестройки. Уровень участников с обеих сторон был достаточно высок. От СССР — председатель Общества, министр финансов В. С. Павлов, министр труда В. И. Щербаков, мэр Москвы Г. Х. Попов, академики Л. И. Абалкин, А. Г. Аганбегян, С. С. Шаталин. С стороны Запада в семинарах участвовали члены Европарламента и высокопоставленные чиновники Еврокомиссии, министры, банкиры, руководители крупных компаний.
Новейшая история ВЭО России связана с Домом экономиста в Москве (Тверская улица, дом 22а). Реконструкция здания была завершена к празднованию юбилея (235 лет) Вольного экономического общества в 2000 году. В Каминном зале Дома экономистов на Тверской традиционно проходят заседания членов актива ВЭО России, Абалкинские чтения и различные специализированные мероприятия. В 2015 году, в честь 250-летия ВЭО России, здесь же состоялась встреча деятелей Вольного экономического общества России с главой Российского императорского Дома Романовых великой княгиней Марией Владимировной.

### Мероприятия
Согласно уставу, раз в пять лет, в свой очередной юбилей, Вольное экономическое общество проводит общероссийский съезд, на который собираются представители всех региональных организаций, зарубежные партнеры ВЭО по международным проектам, элита российской науки, видные государственные и общественные деятели. В рамках программы «Всероссийские форумы, конференции, конгрессы, выставки» ВЭО России и его региональные организации ежегодно проводят более 900 мероприятий, направленных на содействие экономическому и социальному прогрессу страны.
С 1994 года в рамках отдельной программы постоянно работает круглый стол «Экономический рост России». Руководителем этого проекта бессменно до 2011 года являлся председатель научно-практического совета ВЭО России, академик РАН Л. И. Абалкин. В память о нём в 2011 году президиум ВЭО России принял решение о переименовании круглого стола в Абалкинские чтения. В настоящее время проектом «Экономический рост России» руководит председатель научного Совета ВЭО России, вице-президент ВЭО России, член-корреспондент РАН Д. Е. Сорокин.
Одна из самых важных программ ВЭО России — «Развитие творческого потенциала молодежи», в рамках которой с 1996 года проводится Всероссийский конкурс научных работ молодежи «Экономический рост России». В конкурсе ежегодно принимает участие более 3000 человек из всех регионов Российской Федерации — школьники, студенты, молодые ученые и предприниматели в возрасте до 33-х лет. Оргкомитет конкурса возглавляет президент ВЭО России, директор Института нового индустриального развития им. С. Ю. Витте С. Д. Бодрунов. Председатель жюри конкурса — советник президента РФ С. Ю. Глазьев. Партнером проекта многие годы выступает Финансовый университет при Правительстве РФ. Старшеклассников, чьи работы занимают в конкурсе первые места, зачисляют в это учебное заведение без вступительных испытаний. Студентам, получившим первую премию, ставится отличная оценка по экономическим дисциплинам за вступительный экзамен в аспирантуру Института экономики РАН.
С 2007 года ВЭО России при поддержке Государственной Думы СФ РФ ежегодно организует Всероссийский конкурс «Экономика и управление». Конкурс призван выявить лучшие экономические кафедры и образовательные программы, эффективный опыт реализации инноваций в сфере подготовки специалистов, соответствующих мировым стандартам и востребованных на современном рынке труда.
В 2016 году ВЭО России была учреждена Общероссийская высшая общественная экономическая премия «Экономист года». Наряду с престижными профессиональными наградами России: «Юрист года» и «Учитель года», «Экономист года» — это знак высшей экспертной оценки, особой благодарности и признания профессиональных заслуг российских экономистов перед обществом и государством.
Общероссийская образовательная акция «Всероссийский экономический диктант» впервые прошла 12 октября 2017 года на 638 площадках в 80 регионах Российской Федерации, собрав более 59 тысяч участников. Организатор диктанта — Вольное экономическое общество России при содействии Финансового университета при Правительстве РФ и других ведущих вузов России, администраций субъектов Российской Федерации. Цель диктанта — определение и повышение уровня экономической грамотности населения, развитие интеллектуального потенциала молодежи и оценка экономической активности и экономической грамотности населения различных субъектов РФ. С 2017 года Всероссийский экономический диктант ВЭО России проводит ежегодно.

## Структура
В состав ВЭО России сегодня входят 65 региональных и межрегиональных организаций, насчитывающих в своих рядах свыше 300 тысяч человек.
Управление деятельностью Вольного экономического общества России осуществляют Съезд, Правление, Президиум и Президент.
Высшим руководящим органом ВЭО России является Съезд, созываемый один раз в 5 лет. В период между Съездами деятельностью Общества руководит Правление, которое является постоянно действующим коллегиальным управленческим звеном, организует выполнение решений съездов ВЭО России, избирает Президента, по представлению Президента — первых вице-президентов и вице-президентов ВЭО России, а также определяет количественный состав и избирает по представлению Президента членов Президиума ВЭО России.
Новейшая история ВЭО России связана с именами таких выдающихся ученых и общественных деятелей современной России, как Л. И. Абалкин, А. Г. Аганбегян, С. Д. Бодрунов, С. Ю. Глазьев, Р. С. Гринберг, Н. Н. Гриценко, В. И. Гришин, М. Г. Делягин, Я. Н. Дубенецкий, А. А. Дынкин, М. В. Ершов, В. В. Ивантер, С. В. Калашников, С. П. Капица, А. Н. Клепач, А. Л. Кудрин, Г. Л. Мурадов, А. В. Мурычев, А. Д. Некипелов, В. С. Павлов, Г. Х. Попов, Н. Я. Петраков, Б. Н. Порфирьев, Е. М. Примаков, Ю. В. Росляк, С. Н. Рябухин, Д. Е. Сорокин, С. В. Степашин, Е. С. Строев, Г. А. Тосунян, Г. Н. Цаголов, М. В. Шмаков, Н. П. Шмелев, В. И. Щербаков, А. Н. Шохин, В. С. Черномырдин, М. А. Эскиндаров, Ю. В. Якутин, Е. Г. Ясин и другие.
- 65 региональных организаций;
- 300 000 членов: экономистов-практиков, ученых и экспертов, представителей государственной власти, делового сообщества, общественных деятелей;
- За 30 лет новейшей истории ВЭО опубликовано 11 000 000 экземпляров информационно-аналитических, научных и просветительских изданий, которые распространяются на бесплатной основе;
- ВЭО России, его региональные организации ежегодно проводят более 900 разноформатных мероприятий, направленных на содействие экономическому и социальному прогрессу страны;
- В молодёжных проектах ВЭО России ежегодно принимают участие более 3000 человек из всех регионов страны.[источник не указан 1741 день]

## Деятельность
ВЭО России активно сотрудничает с государственными структурами всех уровней, дает оценки различных проектов и программ, выступает экспертом в ряде злободневных вопросов, консультирует представителей федеральных, региональных и местных органов власти по вопросам текущей экономической политики, участвует в международных форумах и конференциях.
Основные направления деятельности ВЭО России:
- Программа «Всероссийские форумы, конференции, конгрессы, выставки».
- Программа «Всероссийские экономические проекты»: ежегодное Всероссийское экономическое собрание, посвященное профессиональному празднику «День экономиста»; Общероссийская Высшая общественная экономическая премия «Экономист года»; Всероссийский экономический диктант и другие проекты.
- Программа «Экономический рост России»: постоянно действующие Абалкинские чтения.
- Программа «Просветительская и издательская деятельность»:

- «Научные труды Вольного экономического общества России» (к 2018 году опубликовано 208 томов), которые включены в «Перечень ведущих научных журналов и изданий»;
- Журнал «Вольная экономика»;
- Альманах «Беседы об экономике»;,
- Цифровая библиотека ВЭО России на [www.veorus.ru veorus.ru];
- Публичный лекторий;
- Координационный клуб ВЭО России;
- Медиапроект «Совет экспертов» ВЭО России и «Российской газеты»;
- Публичная библиотека ВЭО России;
- Медиапроект Дом «Э» на Общественном телевидении России (ОТР).

- Программа «Международная деятельность и развитие сотрудничества».

— Международный комитет ВЭО России (председатель — вице-президент ВЭО России, академик РАН А. А. Дынкин).
- Программа «Независимая оценка качества экономического образования».
- Программа «Развитие творческого потенциала молодежи»: Всероссийский конкурс научных работ молодежи «Экономический рост России», Фестиваль экономической науки и др.
- Программа «Российские конкурсы».

## Награды ВЭО России
- Высшая награда — Большая золотая медаль ВЭО России[3]. Вручается раз в пять лет на юбилейном съезде Вольного экономического общества за выдающийся личный вклад в развитие отечественной и мировой экономической мысли, экономического потенциала России, её внешнеэкономических связей, а также за особые заслуги перед Вольным экономическим обществом России, способствовавшие повышению авторитета российской экономической науки и деятельности Общества в Российской Федерации и за рубежом. Впервые вручение состоялось 31 октября 2005 года. В 2015 году кавалерами Большой золотой медали ВЭО России стали В. В. Путин, Н. А. Назарбаев и Е. М. Примаков, М. М. Загорулько.[источник не указан 1741 день]
- Серебряная медаль ВЭО России[4] — вручается за значительный вклад в развитие экономической науки, многолетнюю плодотворную деятельность по укреплению экономического потенциала России и её регионов. Награждаются физические и юридические лица. Среди кавалеров Серебряной медали выдающиеся учёные, государственные и общественные деятели, представители бизнес-сообщества.[источник не указан 1741 день]
- Памятная юбилейная медаль «250 лет ВЭО России» учреждена к 250-летию Вольного экономического общества. Юбилейной медалью награждаются физические и юридические лица за особый вклад в деятельность Вольного экономического общества России, за активную социально-значимую деятельность, развитие институтов гражданского общества страны.[источник не указан 1741 день]

Награды ВЭО России воссозданы по образцу медалей императорского Вольного экономического общества. Первая золотая медаль ВЭО была вручена императрице Екатерине II и хранится в коллекции Эрмитажа.

## Издательская деятельность
Реализация программы «Просветительская и издательская деятельность» позволяет ВЭО России считаться одним из самых активных популяризаторов научно-экономических знаний. За 30 лет новейшей истории ВЭО России опубликовано 11 000 000 экземпляров информационно-аналитических, научных и просветительских изданий. Распространение издаваемых за счет средств ВЭО журналов, газет, бюллетеней осуществляется только на бесплатной основе, отвечая принципу просветительства.
«Научные Труды ВЭО России» — основной печатный орган Вольного экономического общества России.
В 1994 году выпуск Научных трудов Вольного экономического общества был возобновлен. К началу 2018 года вышло более 200 томов этого издания. С 2003 года по решению Президиума Высшей аттестационной комиссии Министерства образования Российской Федерации «Научные Труды Вольного экономического общества России» включены в «Перечень ведущих научных журналов и изданий», выпускаемых в Российской Федерации, в которых должны быть опубликованы основные научные результаты диссертаций на соискание ученой степени доктора и кандидата наук.
В 1995 году Вольное экономическое общество начало издание газеты «Былое», рассказывающей об экономической истории России. Её редактором являлся С. С. Хижняков, внук последнего ответственного секретаря императорского ВЭО.
Совместно с Издательским домом «Экономическая газета» с 1996 года ВЭО России издает книжную серию «Русская классическая библиотека. Экономика и Духовность» (более 20 книг), в которой представлена российская школа социально-экономической мысли, в том числе президенты Вольного экономического общества России.
С 2001 по 2015 год ВЭО России осуществляло издание информационного бюллетеня «Econom». В 2016 году начал выходить собственный информационно-аналитический журнал ВЭО России «Вольная экономика».
В 2017 году вышел в свет первый том научно-популярного альманаха серии «Беседы об экономике», в котором собраны наиболее интересные и актуальные дискуссии, прошедшие в ВЭО России. ВЭО России располагает внушительным библиотечным фондом. Оцифрованный архив трудов императорского ВЭО и Научных трудов ВЭО России представлен в свободном доступе на сайте организации.